# Antonio Rolli
Antonio Rolli o Roli (Bologna, 1643 – 1695) è stato un pittore italiano, specializzato nella pittura di quadrature durante il periodo barocco, soprattutto nella sua nativa Bologna.

## Biografia
Si è formato con Angelo Michele Colonna e ha lavorato insieme al fratello Giuseppe o Gioseffo Maria Rolli (1645-1727), che dipingeva persone. Ha dipinto il soffitto (1695) della Basilica di San Paolo Maggiore a Bologna.
Morì per una caduta da un'impalcatura mentre stava completando questo lavoro. Paolo Guidi e suo fratello Gioseffo completarono il suo lavoro. Contribuì a decorare l'oratorio di Santa Maria della Neve, Bologna.
Giuseppe Antonio Caccioli imparò il mestiere con i fratelli Rolli.